# 竪山利文
竪山 利文（たてやま としふみ、1923年11月26日 - 2007年10月21日）は日本の労働運動家。東芝出身で、全日本電機機器労組連合会委員長を経て、全国中立労働組合連絡会議議長・全国労働組合総連合議長として労働界の統一に長年に渡って取り組む。1972年には全日本民間労働組合協議会を結成して議長となって統一に筋道をつけ、1987年にはその発展組織である全日本民間労働組合連合会（連合）を結成して、初代会長となる。同じく民主化同盟派だった竪山利忠は兄。

## 来歴
鹿児島県鹿児島市に生まれる。その後、旧制七高を卒業し、九州大学工学部を中退。1945年には長崎原爆に遭い、被爆する。以後これによる後遺症が残る。戦後上京して日刊工業新聞の記者として働き、東芝争議の最中の1949年に社長の石坂泰三（のちの経済団体連合会会長）に請われて東芝（当時東京芝浦電気）に入社する。
この時の東芝は、戦時中に成立して巨大軍需企業であったところを、戦後にGHQに持株会社指定され、過度経済力集中排除法の指定企業となり、会社の分割や規模の縮小が求められていた。しかし戦後の経済混乱の中での首切りは、労働争議の激化を招いていた。ちなみに東芝はこの時期に27の工場と1つの研究所を処分している。
そんな中社長に就任した石坂は、1949年3月に経営再建計画を作成し、次々と社員の解雇や工場の閉鎖をしていった。この時の指名解雇は、労働組合の幹部や日本共産党の党員を大量に含んでおり、これは当時全日本産業別労働組合会議に指導されていた東芝労連の態度をさらに硬化させた。しかしこういった方針に反発する組合員が東芝にも産別民主化同盟（民同）を同年7月に結成し、落合英一がこれを指導した。竪山はそんな中、人員削減方針に外れて採用され、組合の分裂活動を推進した。また8月17日に起きた松川事件でその逮捕者に東芝労連の組合員がいたことも組合側を苦境に立たせた（のち、逮捕者は無罪確定）。
こうした結果、東芝争議は旧労連側の敗北という形で決着を見、竪山は新労連の幹部として活動を始めていった。その後東芝労連は分裂による組織力の低下と、旧労連は多くの幹部が会社を去っていったことから、影響力が低下しており、分裂からわずか一年余りの1951年8月に、新労連が主導権を握る形で再統合し、竪山はその幹部となる。
堅山は1953年の電機労連の結成に際してもその中心メンバーとして活動し、のちに書記長に就任している。しかし、1959年に行われた第5回参議院議員通常選挙では電機労連委員長塩冶竹雄を当選させられず、その責任を取って役員を辞した。
それ以降は、翌1960年から東芝労連の委員長を務め、1974年からは清田晋亮に代わって電機労連委員長に就任、10年以上に及んでその職にあった。また中立労連議長や金属労協の副議長も務めている。こうした中で、一貫して労働戦線の統一に取り組み、当時対立していた二大ナショナルセンターである総評と同盟との「掛け橋」役として尽力した。
こうして、1979年には民間主導による労働戦線の統一の重要な役割を果たすものとして、全国労働組合総連合（総連合）結成して議長に就任する。竪山はその後も総評と同盟の間を取り持ち、その統一の前段階として、1982年に全日本民間労働組合協議会（全民労協）を結成し、議長に就任した。
さらに5年後の1987年、ついに民間の統一ナショナルセンター全日本民間労働組合連合会（全民労連・旧連合）が結成され、竪山はその初代会長に就任した。この間、電機労連の委員長職を1986年に引退し、藁科滿治がその後を継いでいる。こうして旧連合に専念した竪山は、官公労も含めた統一ナショナルセンター日本労働組合総連合会（連合）の結成にこぎつけ、引退した。
その後は連合・電機労連（のち電機連合に改組）・金属労協の顧問として活動し、1994年には「労働戦線の統一の功」によって勲一等瑞宝章を受章している。
2007年10月21日、心不全のため、東京都内の病院で死去した。83歳没。

## 著書
- 労働戦線統一宣言（1983年）
  - 日本評論社・1983年3月
- 遠交近攻 我が労働運動六十年
  - 東海大学出版会・2006年01月・ISBN 978-4486017110